# دونگشنگ، گوانگدونگ
دونگشنگ، گوانگدونگ (به لاتین: Dongsheng) یک شهرک در جمهوری خلق چین است که در ژونگشان واقع شده‌است. دونگشنگ ۷۹٫۲ کیلومتر مربع مساحت و ۱۲۸٬۰۰۰ نفر جمعیت دارد.